# Koninklijke Burger Groep B.V.
Koninklijke Burger Groep B.V. of Royal Burger Group is een cargadoorsbedrijf en logistiekdienstverlener die sinds 1772 is gevestigd te Rotterdam. De activiteiten zijn ondergebracht in vier verschillende businessunits: Liner Agencies, Logistic Services en Ferry Agencies. In totaal heeft de onderneming 13 kantoren in 9 verschillende landen. In 2015 had het bedrijf ongeveer 185 mensen in dienst.

## Geschiedenis
De geschiedenis van dat bedrijf gaat terug tot 1736. De uiteindelijke naamgever Dionijs Burger werd in 1751 geboren als zoon van een Rotterdamse koopman annex suikerraffinadeur.
In het begin van D. Burger & Zoon werd alleen voor wilde vaart rederijen met zeilschepen gewerkt. Die schepen werden per reis bevracht. In 1837 wist het bedrijf het agentschap te verwerven van een vaste lijndienst tussen Schotland en Engeland, de Gibson-Rankine Line. Een wekelijkse dienst tussen Glasgow, Grangemouth, Leith en later ook Dundee. In 1850 volgde een eerste stoomvaartlijndienst tussen Newcastle en Rotterdam (van Tynes Tees Steam Shipping Co. Ltd.).
Na 1850 werden steeds meer lijndiensten met stoomschepen bediend door Burger. Dionijs zelf maakte dat niet meer mee. Hij overleed in 1834 en in 1874 verliet de 21-jarige Willem Simon Burger als laatste van de familie het bedrijf. Rond 1890 betrok de firma een pand aan de Westerstraat te Rotterdam en hij naar de Willemskade. Anno 2017 bevindt het hoofdkantoor van Burger zich in Poortugaal, Rotterdam Albrandswaard.
In 1921 werden de trans-Atlantische diensten uitgebreid met lijndiensten naar de Sint-Laurensrivier en de Grote Meren. Begin 1940 werd D. Burger & Zoon agent van de Cosmopolitan Line tussen Rotterdam en de Verenigde Staten.
In 1946 werd D. Burger & Zoon agent van Port Line, een geregelde dienst op Australië en Nieuw-Zeeland en van de Houston Line op Zuid- en Zuidoost Afrika en Zuid-Amerika. Vanaf 1947 was het bedrijf agent voor de KNSM voor de Finland Line. In 1955 werd de cargadoor agent van de NV Havenlijn (varend op de oostkust van Zuid-Amerika, later ook van de Compañia Sudamericana naar Peru, Bolivia en Chili). Ook de trampvaart speelde nog een rol in die jaren en D. Burger & Zoon was ook agent voor zeeschepen die onregelmatig Rotterdam aandeden.
In 1910 waren er ongeveer veertig mensen in dienst van D. Burger & Zoon. In dat jaar werd de heer Elisa Aalders uit Amsterdam door de eigenaren gevraagd om partner te worden. Uiteindelijk leidde dat ertoe dat de familie Aalders het bedrijf overnam. Dit bleef zo tot in de jaren 1990 de aandelen werden verkocht aan de Rotterdamse familievennootschap Cornelder. Sindsdien is Koninklijke Burger een dochteronderneming van deze onderneming.
Burger was een van de laatste onafhankelijke Rotterdamse lijnvaartcargadoors. Het bedrijf nam in de loop der jaren vele bekende branchegenoten over, waaronder Ruys, Van Ommeren, Vinke, Dammers en Hudig.

## Vestigingen
Na een reorganisatie in 2015 heeft Royal Burger Group vestigingen in Nederland, België, Frankrijk, Duitsland, Letland, Litouwen, Polen, Oostenrijk en Mozambique.
| Land       | Stad       | Business Units     |
| ---------- | ---------- | ------------------ |
| Nederland  | Poortugaal | BFA; BLA; BLS;     |
| Nederland  | Hengelo    | BLS                |
| België     | Antwerpen  | BFA; BLA; BLS; BPS |
| België     | Zeebrugge  | BFA;               |
| Frankrijk  | Duinkerken | BFA; BLA; BLS;     |
| Duitsland  | Hamburg    | BFA; BLA; BLS;     |
| Duitsland  | Travemünde | BFA                |
| Oostenrijk | Wenen      | BLA                |
| Polen      | Gdynia     | BLA; BLS; S5       |
| Letland    | Riga       | BLS; S5            |
| Litouwen   | Klaipėda   | BLS; S5            |
| Mozambique | Mozambique | BLS                |

## Business Units

#### Port Agencies
Burger Port Services zorgt voor de schepen en hun bemanning tijdens het bezoek aan een haven. BPS zorgt dat de fysieke dienstverlening door derden aan het schip goed verloopt en coördineert het gebruik van sleepboten, de loodsen en de ligplaatsen.

#### Liner Agencies
BLA vertegenwoordigt een 40-tal rederijen. Deze klanten, die principalen genoemd worden, bedienen meer dan 1600 havens wereldwijd met hun lijndiensten. BLA vervoert voornamelijk containers, maar zij bieden ook andere diensten. Daaronder vallen conventionele lijndiensten en break-bulk en
roll on/roll off-lijndiensten. Voor de klanten verzorgt BLA de documentatie en zorgt het ervoor dat containers worden opgehaald en afgeleverd, ook int BLA de vrachtpenningen en onderhoudt het contacten met de stuwadoors. BLA doet voor hen een stuk verkoop en boekt de lading.

#### Logistic Services
Onder BLS vallen verschillende diensten: internationale expeditie, zeevracht, luchtvracht, opslag en distributie inclusief alle toegevoegde waarde activiteiten, de regie van de hele transportketen en retourladingen. BLS zorgt voor de fysieke behandeling en vervoer plus de administratieve begeleiding van de goederenstromen, inclusief douanezaken.

#### Ferry Agencies
Wegvervoerders kunnen via BFA veerdiensten in Europa boeken naar een verschillende bestemmingen. BFA is agent voor veerdiensten naar Engeland (over de Noordzee en het Kanaal), naar Scandinavië, de Baltische staten en naar de landen aan de Middellandse Zee en de Zwarte Zee.